# Eduard Pustkuchen

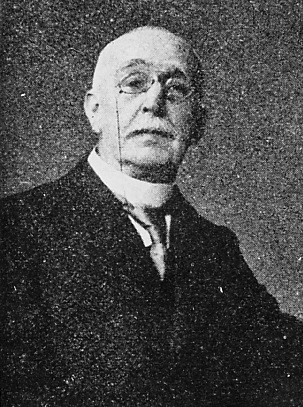
Eduard Pustkuchen

Eduard Pustkuchen (* 3. Februar 1846 in Detmold; † 28. Juli 1926 ebenda) war ein deutscher Verwaltungsjurist im Lippischen Kirchendienst.

## Leben
Pustkuchen studierte an der Ruprecht-Karls-Universität  Rechtswissenschaft. 1866 wurde er im Corps Vandalia Heidelberg recipiert. Mit ihm aktiv waren Helmuth von Blücher und Gustav von Hoppenstedt. Nachdem er am 9. Juli 1869 das erste Examen bestanden hatte, war er Auditor am Amt Lage im Fürstentum Lippe. Als Hilfsarbeiter und Rechtsanwalt blieb er dort auch nach dem zweiten Prüfung im Juli 1874. Als provisorischer Assessor kam er am 1. April 1876 an das Amt Schötmar, wo er ein Jahr später zum Assessor ernannt wurde.
Am 7. November 1878 erhielt er die definitive Anstellung am Amt der Grafschaft Sternberg. Er wurde im Juni 1879 mit der Verwaltung der Bürgermeisterstelle in Lemgo betraut und drei Monate später zum Staatsanwaltschaftsgehilfen ernannt. Ab 20. Januar 1881 war er Hilfsarbeiter bei der Regierung und beim Kabinettsministerium. Er wurde am 18. Juni 1886 zum Regierungsrat ernannt und erhielt 1897 den Charakter als Geheimer Regierungsrat. Unter der Regentschaft von Ernst zur Lippe-Biesterfeld trat er am 5. Januar 1900 das Amt als Präsident des Lippischen Landeskonsistoriums an. Leopold IV. (Lippe) ernannte ihn zum Geheimen Oberregierungsrat (1912) und zum Wirklichen Geheimen Rat mit dem Prädikat Exzellenz (1915). Mit der Novemberrevolution und dem Ende des Fürstentums Lippe schied Pustkuchen aus dem Dienst der Lippischen Landeskirche aus.

## Quelle
- Wilhelm Butterweck: Die Geschichte der Lippischen Landeskirche. Druck und Verlag der Kunstdruckerei Fritz Dröge, Schötmar in Lippe 1926.